# Уста, Суат
Суа́т Уста́ (тур. Suat Usta; 3 августа 1981, Маастрихт, Нидерланды) — турецкий футболист, защитник.

## Карьера
Уста является воспитанником футбольной школы эйндховенского ПСВ, но на профессиональном уровне он дебютировал в клубе «Эйндховен», когда находился в команде в аренде. Сезон 2000/2001 он вновь провёл в аренде, но на этот раз в клубе МВВ из Маастрихта. После чего переехал в Турцию, где с 2003 по 2004 год играл за «Галатасарай», с 2004 по 2005 годы выступал в «Коньяспор», далее играл в «Антальяспор» из Антальи и «Сакарьяспоре».
12 августа 2008 года перешёл из турецкого «Ризеспора» в бакинский «Нефтчи», подписав контракт на 2 года. Сумма отступных за турецкого футболиста составила 1 млн евро и он по этому показателю был вторым после Деврана Айхана в списке дорогостоящих футболистов, выступающих в Премьер-лиге Азербайджана. Несмотря на высокую стоимость Суат на протяжении первого круга сезона 2008/09 провёл не все игры за команду. Вначале у него были проблемы с трансферным листом и заявкой в чемпионате, после чего главный тренер бакинцев Анатолий Демьяненко долгое время не доверял место в стартовом составе. Таким образом, Уста пропустил 3-4 игры Премьер-лиги. Однако после ухода Демьяненко, а также ухода из команды опытного капитана Рашада Садыхова, Суат Уста занял место в центре обороны, где он играл вместе с молодым Русланом Абышевым.
В конце 2009 года Суат Уста признал, что имеет предложения от других клубов, среди которых турецкий «Сивасспор» и один из нидерландских клубов, но заявил, что желает остаться в Азербайджане до истечения контракта.